# Чортківський ліцей № 7
Чортківський ліцей № 7 з початковою школою та гімназією — середній освітній комунальний навчальний заклад Чортківської міської ради в м. Чорткові Тернопільської області.

## Історія
Школу відкрито 11 січня 1974 року.
У 2023 році загальноосвітню школу реорганізували в ліцей з початковою школою та гімназією.

## Гуртки та секції
Для розвитку і вдосконалення учнів у школі діють гуртки та секції:
- футбол;
- волейбол;
- національно-патріотичний «Джура»;
- вокальний;
- модульного оригамі.

## Сучасність
У 21 класах школи навчається 519 учнів.
У школі працюють два сьомих пілотних класи Нової української школи.

## Керівництво

### Директори
- 1974-1978 — Гуменюк Йосип Іванович;
- 1978-1992 — Аксенчук Стефанія Дмитрівна;
- 1992-2000 — Олійничук Микола Іванович;
- 2000-2002 — Стасюк Євгенія Іванівна;
- 2002-2004 — Бачок Сергій Карлович;
- 2004-2006 — Гаврилюк Василь Ярославович;
- від 2006 — Скриник Віталій Ярославович.

### Адміністрація
- Мацевко Ганна Миронівна — заступник директора з навчальної  роботи;
- Криницька Галина Миронівна — заступник директора з виховної роботи.

### Вчителі
У школі працює 50 вчителів.